# Dolînî (Starîi Dobrotvir), Kameanka-Buzka
Dolînî (în ucraineană Долини) este un sat în comuna Starîi Dobrotvir din raionul Kameanka-Buzka, regiunea Liov, Ucraina.

## Demografie
Componența lingvistică a localității Dolînî
     Ucraineană (99,34%)
     Alte limbi (0,66%)
Conform recensământului din 2001, majoritatea populației localității Dolînî era vorbitoare de ucraineană (99,34%), existând în minoritate și vorbitori de alte limbi.